# Bourse du travail de Lille
La bourse du travail de Lille est un bâtiment hébergeant 8 organisations syndicales à Lille.
Ce site est desservi par la station de métro Fives.
Elle est située dans l'ancien bâtiment administratif du site industriel Fives-Cail-Babcock fermé en 2001 qui fut un haut lieu de l'action syndicale dans la région.

## Histoire de la bourse du travail à Lille

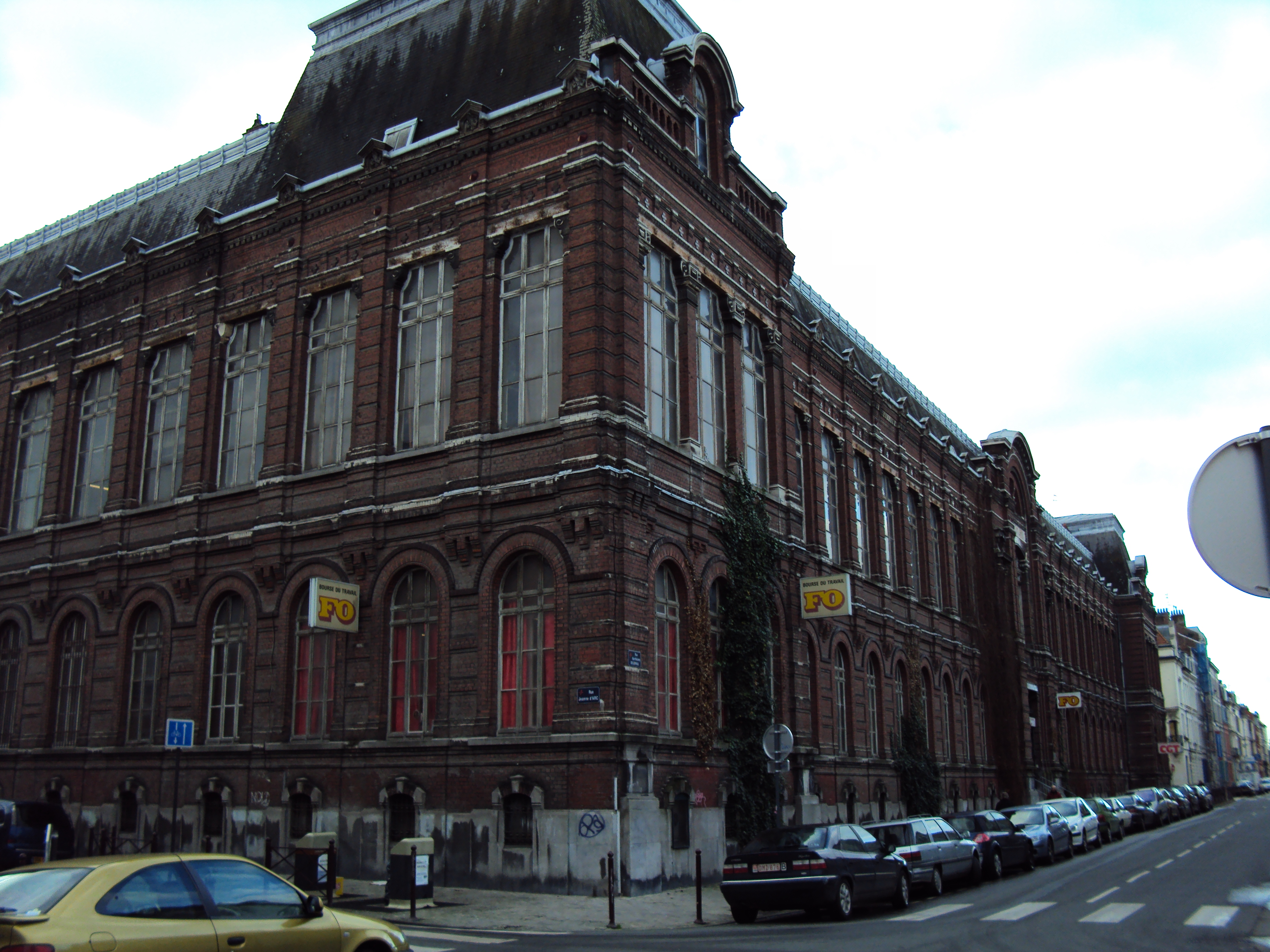
Bourse du travail rue Barthélémy-Delespaul

La première bourse du travail de Lille est créée en 1896 dans la rue Gambetta. 
Elle déménagera plusieurs fois au fil des ans, d'abord rue de Fives (actuellement rue Gustave-Delory) puis rue de Paris, ensuite rue Barthélémy Delespaul  avant d'arriver boulevard de l'usine à Fives depuis le 8 avril 2013.
La nouvelle bourse du travail située boulevard de l'usine accueille en plus des 5 organisations syndicales déjà présentes rue Barthélémy Delespaul, l'Union syndicale Solidaires, l'UNSA et la FSU.
La bourse, alors rue Barthélémy Delespaul, a accueilli en mai-juin 2004 la grève de la faim de 460 sans-papiers qui au bout de 38 jours de grève de la faim obtinrent de la préfecture un accord visant à améliorer la situation des sans-papiers sur la métropole lilloise, cet événement a donné lieu à la création d'un documentaire.

## Histoire du site actuel

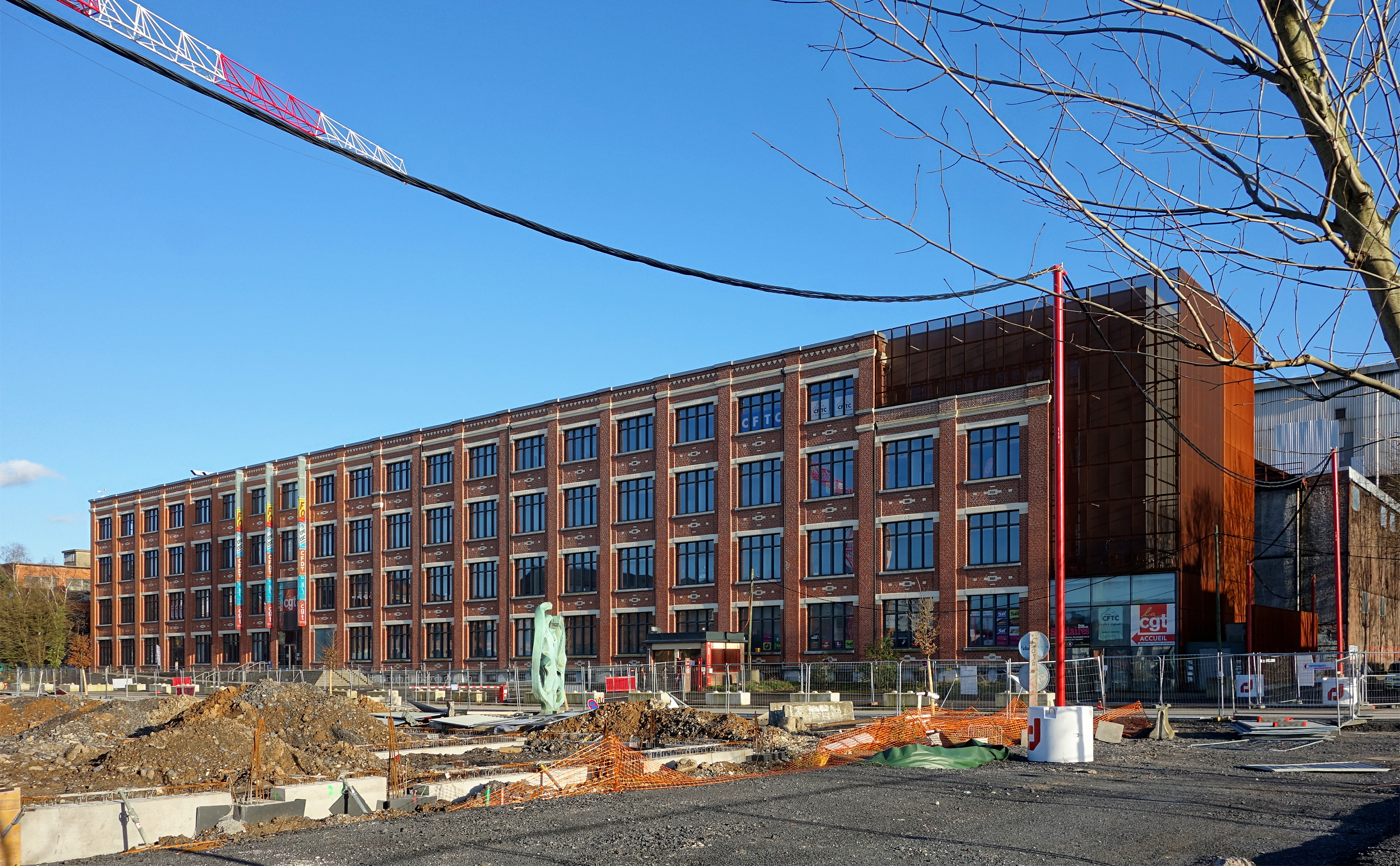
Nouveau site de la Bourse du travail dans l'usine de Fives

Les ateliers de l’usine Fives Lille, qui deviendront plus tard l'usine Fives-Cail-Babcock furent créés en 1861 pour construire des voies de chemin de fer et des locomotives. L'activité s'est ensuite très fortement diversifiée, c'est par exemple là que furent construits les ascenseurs hydrauliques de la tour Eiffel.
Le 17 juillet 1888, devant ses camarades attroupés à la sortie de l’usine, Pierre Degeyter teste une chanson dont il a composé la musique. 
Celle-ci soulève d’emblée l’enthousiasme, il s'agit de l'Internationale. 
Cela vaudra à Pierre Degeyter d'être licencié de l'usine, où il exerçait le métier de modeleur. Inscrit sur les listes noires du patronat, il ne retrouvera nulle part de travail, et devra se résoudre à quitter Lille en 1901 pour la région parisienne.
C'est dans cette usine, que fut signé en 1945 l'accord Dyot-Lemesle entre les délégués et le ministre communiste Ambroise Croizat, qui crée les comités d’entreprise.

## Hébergement des familles du parking P4
La bourse, boulevard de l'usine a accueilli du  28 octobre 2013 au 7 janvier 2014 plus de 100 personnes, qualifiées de Roms. Expulsées d'un camp situé sur le parking P4 de l'université Lille1, elles s'étaient vu confisquer par les autorités leurs caravanes et effets personnels et se trouvaient sans la moindre solution. Parmi les soutiens qui leur venaient en aide, se trouvaient des syndicalistes étudiants qui, faute de mieux, les accueillirent en urgence à la bourse du travail. Une intersyndicale CGT-Solidaires-FSU leur offrit l'hospitalité, mais ce furent surtout les militants de Solidaires qui assurèrent l'accueil,. La bourse du travail n'était aucunement équipée pour une telle situation. La situation s'étant éternisée, la plupart des enfants purent être scolarisés,,
Les familles accueillies menèrent une mobilisation sur leur situation et la préfecture finit par offrir un hébergement d'urgence à environ la moitié d'entre eux, à la condition que les autres s'en aillent sans solution d'hébergement mais la préfecture les autorisant à récupérer leur caravane. Solution qu'ils qualifièrent de chantage puis acceptèrent. Mais les services de la préfecture ajoutèrent alors la condition que les caravanes rejoignent les camps illégaux existants, alors même que ces camps ne pouvaient pas accueillir de caravanes supplémentaires
!. Les familles n'ayant pas satisfait aux exigences de la préfecture dans le délai fixé, elle retira son offre. Les familles apprirent plus tard qu'en fait leurs caravanes avaient déjà été détruites quand cette proposition leur a été faite.
Elles finirent par porter plainte devant le tribunal administratif pour « atteinte gravissime et manifeste à une liberté fondamentale commise par le préfet du Nord », celle du droit à l'hébergement d'urgence et les services préfectoraux furent contraints sous sept jours d'appliquer la loi et donc de fournir un hébergement d'urgence à 20 de ces familles,.